# Grias cauliflora
Grias cauliflora är en tvåhjärtbladig växtart som beskrevs av Carl von Linné. Grias cauliflora ingår i släktet Grias och familjen Lecythidaceae. Inga underarter finns listade i Catalogue of Life.